# Беј (Арканзас)
Беј (енгл. Bay) град је у америчкој савезној држави Арканзас.

## Демографија
По попису из 2010. године број становника је 1.801, што је 1 (0,1%) становника више него 2000. године.
| Група             | 2000.         | 2010.         |
| Белци             | 1.705 (94,7%) | 1.692 (93,9%) |
| Афроамериканци    | 53 (2,9%)     | 44 (2,4%)     |
| Азијати           | 0 (0,0%)      | 0 (0,0%)      |
| Хиспаноамериканци | 27 (1,5%)     | 41 (2,3%)     |
| Укупно            | 1.800         | 1.801         |